# Wasylky (obwód połtawski)
Wasylky (ukr. Васильки) – wieś na Ukrainie, w obwodzie połtawskim, w rejonie myrhorodzkim. W 2001 liczyła 383 mieszkańców, spośród których 375 posługiwało się językiem ukraińskim, a 8 rosyjskim.